# Sphyraena acutipinnis
Sphyraena acutipinnis és un peix teleosti de la família dels esfirènids i de l'ordre dels perciformes.

## Morfologia
Pot arribar als 80 cm de llargària total.

## Alimentació
Menja peixos.

## Distribució geogràfica
Es troba des de les costes de l'Àfrica oriental fins a les Hawaii, les Illes Marqueses, Tuamotu i el sud del Japó.